# Универсализъм
 Тази статия е за философското течение.  За християнската деноминация вижте Универсализъм (християнство).  
В понятието Универсализъм попадат философски, антропологични, културни, етнически и политически теории, които не са ексклузивни, а претендират и изискват валидност за цялото човечество.
Универсализмът е също така инструмент за оправдаване на културната доминантност на западната цивилизация в ново време, т.е. от великите географски открития насам. Основава се на античното римско наследство.
Терминът произлиза от латински и означава „всеобщ“.